# Letto numero 6
Letto numero 6 è un film italiano del 2019 diretto da Milena Cocozza.

## Trama
Un giovane medico di nome Bianca viene assunta in una clinica pediatrica privata gestita da religiosi, non rivelando al direttore, padre Severo, di essere incinta. Il lavoro viene ottenuto anche grazie alla mediazione del marito di Bianca, Ettore, il quale lavora a sua volta per un fornitore della clinica. Il suo compito è fare il medico di guardia notturno e, il primo giorno di lavoro, viene a sapere che la dottoressa che c'era prima di lei si è suicidata lanciandosi dalla finestra della sua stanza. Durante la notte comincia a sentire un bambino, nel letto n. 6, che piange disperatamente perché vuole che la mamma lo venga a trovare. Bianca, ignara di chi sia il misterioso e inquietante bambino, gli promette che farà di tutto per esaudirlo. L'indomani indaga, ma del bambino nessuna traccia. Il direttore della clinica, il quale è perfettamente conscio di che cosa sta accadendo ma è fortemente determinato a nasconderlo, si rifiuta di dare ascolto a Bianca.
Inizia così una lunga serie di notti disturbate da visioni e incubi che nascondono un terrificante passato. La vicenda coinvolge presto un altro bambino ricoverato sul letto numero 6, lo stesso su cui era ricoverato il bambino visto da Bianca. Il nuovo ricoverato si ritrova all'improvviso conficcato da decine di siringhe, il tutto senza che nessuno degli altri bambini presenti nella stanza abbia visto chi è stato a compiere il terribile atto. Il direttore continua a nascondere che cosa sta accadendo davvero, creando una versione ufficiale inerente a un fantomatico "bambino disturbato", immediatamente allontanato dalla clinica, e lasciando intendere a Bianca che, in caso di fuga di notizie, le sarebbe stata data parte della colpa dell'accaduto. Bianca inizia inoltre a sperimentare esperienze di possessione; fa continui incubi in cui viene sottoposta all'elettrochoc. La donna racconta costantemente i suoi timori al marito, il quale si rifiuta tuttavia di crederle.
Grazie a Francesco, ragazzo che lavora nella clinica e crede ai racconti di Bianca, la donna scopre che, un tempo, nella clinica era presente un manicomio infantile in cui i bambini venivano sottoposti a elettrochoc e in cui si sono verificate alcune morti misteriose. Bianca si convince che ciò che le sta accadendo dipenda dal passato della clinica: Francesco le crede, ma suo marito no, neanche quando la donna vede il bambino in alcune foto d'epoca risalenti agli anni '50. Nei giorni successivi, si svolge l'inaugurazione di una nuova ala della clinica: subito dopo l'evento, il direttore è costretto ad acconsentire a una richiesta dei parenti della principale finanziatrice della clinica (Donna Letizia) di poter svolgere una seduta spiritica nell'ex manicomio. Una delle partecipanti al rito viene tuttavia posseduta dal fantasma dello stesso bambino che tormenta Bianca, finendo per morire suicida. Anche questa morte viene occultata. Poche ore dopo, il direttore Padre Severo viene assassinato dal fantasma.
Determinati a risolvere la situazione, Bianca e Francesco indagano nell'archivio della clinica per individuare il bambino-fantasma, che dalle foto hanno appreso chiamarsi Michele ed essere stato ricoverato nel 1956. Scoprono che il bambino è morto suicida e che si tratta del figlio di Donna Letizia: poiché il fantasma chiede costantemente di sua madre, i due capiscono che portare lì l'anziana finanziatrice è l'unico modo per spezzare la maledizione. Inizialmente scettica circa il loro racconto, la donna si lascia convincere quando Bianca dimostra di conoscere la ninnananna che lei era solita cantare a suo figlio. La donna accetta di andare in clinica e confrontarsi col fantasma del bambino, il quale vuole che lei lo raggiunga fra i morti. Dopo una lotta fra Donna Letizia e Bianca (posseduta nel frattempo da Michele), la ricca signora accetta di suicidarsi, ponendo apparentemente fine alla maledizione. Nei giorni successivi, tuttavia, un'altra bambina viene posseduta da Michele.

## Produzione
Milena Cocozza, precedentemente collaboratrice dei Manetti Bros, debutta come regista in questo lungometraggio cooperando ancora una volta con i Manetti, che partecipano nelle vesti di produttori.

## Distribuzione
È stato presentato in anteprima al 37º Torino Film Festival nella sezione "After Hours".

## Accoglienza
Raffaella Giancristofaro di MYmovies.it assegna 2,5 stelle su 5 al film, definendolo un "debutto dal piglio sicuro nel thriller sovrannaturale, a cui avrebbe giovato una narrazione più stringata.